# Révolte de Túpac Amaru II
Notes
100 000 morts au total.
10 000 de faim et de maladies.

La révolte de Túpac Amaru II est un soulèvement armé survenu entre 1780 et 1782 dans la vice-royauté du Pérou, plus précisément sur le haut plateau andin, en réaction à l’imposition des réformes bourboniennes décidées à Madrid au cours des décennies précédentes. Le mouvement, dont l’instigateur et meneur fut le cacique indien José Gabriel Condorcanqui, alias Túpac Amaru II, débuta dans la région de Cuzco et s’étendit par la suite à tout le sud du Pérou ainsi qu’au Haut-Pérou, lequel appartenait alors à la vice-royauté du Río de la Plata. 
Les rigueurs et privations économiques consécutives à la mise en application desdites réformes bourbonniennes dans ces régions en furent la cause directe, s’ajoutant à l’oppression et l’exploitation structurelles des classes inférieures indiennes et métisses. 
Le mouvement fut poursuivi, après la défaite militaire et la mise à mort de Condorcanqui, par Diego Cristóbal Túpac Amaru, Andrés Túpac Amaru et Julián Apaza, alias Túpac Katari, jusqu’à sa liquidation définitive par les troupes espagnoles en mars 1782.

## Contexte
Le secrétariat d’État espagnol entreprit, à l’effet de renforcer l’administration de ses colonies, d’opérer un ensemble de transformations systématiques, connues sous le nom de réformes bourboniennes. Celles-ci associaient notamment des augmentations d'impôt à un changement du statut des métis issus d'une union entre blancs et Indiens, lesquels métis étaient désormais relégués au rang d'Indiens. C’est dans ce même cadre également que l’on décida de créer la Vice-royauté du Río de la Plata, en détachant de la Vice-royauté du Pérou les territoires alors sous la tutelle de l’Audiencia de Charcas, qui était à cette époque traversée par une importante route commerciale terrestre reliant les villes de Cuzco, Arequipa, Puno, La Paz et le reste du haut plateau andin jusqu’à Potosí. Ce redécoupage administratif impliqua le transfert, au détriment de Lima, des bénéfices économiques vers Buenos Aires, transfert rendu possible par la dépénalisation de la contrebande passant par ce port sur l’Atlantique. 
Dans l’ordre de la fiscalité, il fut procédé, en vue de financer la participation de l’Espagne à la guerre d'indépendance des États-Unis, à une augmentation des impôts (en même temps que l’on en renforça l’efficacité de collecte) dans tous les dominions espagnols. Il s’agissait en particulier de l’alcabala, taxe perçue sur les biens produits et vendus dans les colonies, qui frappa les commerçants du sud de la vice-royauté du Pérou et ceux du Haut-Pérou (dont le territoire coïncide grosso modo à celui de l’actuelle Bolivie). Ces commerçants étaient majoritairement des caciques (ou kurakas) indigènes de lignage culturel royal métis, qui se virent également lésés par les mesures arbitraires touchant les autorités indigènes prises par l’administration vice-royale, mesures tendant à favoriser les Indiens dociles à l’État, au préjudice des chefs ethniquement légitimes.
Le XVIIIe siècle apparaît comme l’époque où la pression économique sur la paysannerie indigène était la plus forte. Cette pression culmina dans le système de répartissement (reparto) des marchandises, par lequel les corrégidors obligeaient les Indiens d’acheter des biens à des prix très élevés. Le reparto, le tribut indigène et la mita minière opprimaient l’économie coloniale afin de satisfaire les demandes de la métropole.
C’est dans un tel contexte que le souvenir de l’histoire et des symboles de l’Empire inca, toujours vivants dans la population indigène, a pu ressurgir comme modèle de rechange face à un système économique qui était défavorable à cette population sous de nombreux rapports. La rébellion du cacique Tomás Katari en 1777 à Potosí fait figure de prélude à un futur mouvement de plus vaste ampleur.

## Stratégie et organisation de Túpac Amaru II
Le début de l’activité conspiratrice de Túpac Amaru II serait à situer au moment de la disparition, ou de l’assassinat, du gouverneur de Potosí, Ventura Santelices, et de son oncle Blas Túpac Amaru, qui avaient tous deux été chargés de plaider auprès du roi Charles III la cause de l’abolition de la mita et des autres lourdes charges qui pesaient sur les indigènes. En tout état de cause, il y a lieu de postuler une longue période de préparation préalable au grand soulèvement de 1780, compte tenu notamment de la vaste extension territoriale sur laquelle ce soulèvement allait se produire, à savoir : le sud de la vice-royauté du Pérou, la totalité du plateau du Haut-Pérou, et diverses zones situées actuellement dans le nord-ouest de l’Argentine. 
Le haut fonctionnaire espagnol José Antonio de Areche estima que la rébellion devait avoir été préparée plus de cinq ans à l’avance. Selon les aveux de Bartolina Sisa, alias la Vice-Reine, épouse de Túpac Katari, celui-ci 

« ...fit trois voyages vers le village de Tungasuca pour traiter et communiquer avec Gabriel Túpac Amaru, et elle l’entendit dire à de nombreuses reprises que l’on avait prémédité dix ans avant le soulèvement... »

Peu après la sanglante rébellion survenue dans la localité alto-péruvienne de Pocoata et dirigée contre le corrégidor Joaquín de Alós, et dont les frères Tomás, Dámaso et Nicolás Catari avaient pris la tête, Túpac Amaru II jugea que le moment était venu d’agir. 
L’activité politique et revendicative de José Gabriel Túpac Amaru se caractérisait par une exposition graduelle de ses propositions, toujours en réaction à des circonstances concrètes. Au début, il s’efforça d’intéresser plusieurs prélats et fonctionnaires à la situation pénible des Indiens, notamment les évêques de Cuzco, Agustín Gorrichátegui et Juan Manuel Moscoso y Peralta, et celui de La Paz, Francisco Gregorio de Campos. 
Il fomenta un coup de force contre Antonio Arriaga, corregidor des provinces de Canas et de Canchis (Tinta), à l’effet de terrifier les Espagnols et de marquer le départ de son mouvement anticolonial. S’étant emparé de la personne d’Arriaga au moyen d’un guet-apens, il le contraignit à signer une fausse lettre, grâce à laquelle il sut se faire remettre 22 000 pesos, des lingots d’or, des mousquets et des mules, qui lui permirent d’assurer un début de support économique à son entreprise, quoique la confiscation des biens et propriétés d’autres corrégidors dût plus tard lui procurer des approvisionnements plus importants encore ; ensuite, le 9 novembre 1780, il fit mettre à mort publiquement le corrégidor sur la place de Tungasuca, tout en haranguant ses troupes sur les objectifs de son mouvement ‒ savoir : abolir la mita et le reparto de efectos, et exterminer les mauvais corrégidors ‒, et les incitant à apporter leur concours et à persévérer dans cette entreprise destinée à réaliser leur propre libération. Il prit à partir de ce moment le nom de Túpac Amaru Inca. Un odonyme local (Avenida 9 de Noviembre  13° 18′ 30″ S, 72° 06′ 44″ O) à Urubamba rappelle ces événements.
Les traditions culturelles incas lui permirent de fonder sa rébellion sur un authentique réseau familial, le mettant en mesure de mobiliser en premier lieu sa propre parentèle, ses proches parents et parents par alliance de la province de Tinta. C’est la raison pour laquelle la province de Quispicanchis, après celles de Canas et Canchis (Tinta), fut la plus disposée à une mobilisation, attendu qu’une branche de la famille Túpac Amaru y résidait. 
Aux liens de parenté il convient d’ajouter les affinités que créaient des activités économiques semblables, plusieurs proches parents du meneur accomplissant en effet comme lui des services commerciaux de muletage. Les manifestes de Túpac Amaru II semblent avoir été diffusés à travers le haut et le bas Pérou par la corporation des muletiers, suivant les itinéraires habituels, par quoi cette corporation eut donc à jouer un rôle très important dans l’organisation du mouvement.
En outre existait la solidarité de nombreux caciques, qui fournissaient hommes et provisions. Certaines structures de comportement social andines, tels que la réciprocité symétrique, ou encore la traditionnelle mita et le tribut, en tant que liens communaux, en plus de la solidarité entre caciques, furent mis à contribution par Túpac Amaru en vue de l’organisation de sa révolte.
À mesure cependant qu’elle se propageait en dehors de la province de Tinta dans le bas Pérou, la rébellion perdit de sa vigueur, à telle enseigne que dans des provinces comme Calca, Lares, Cotabamba, Abancay, se fit jour une importante résistance contre Túpac Amaru. L’une des causes de celle-ci étaient les réticences d’ordre ethnique, Túpac Amaru étant en effet considéré, en sa qualité de métis, comme un parvenu et un imposteur, en raison de quoi il ne put jamais obtenir l’appui décisif des douze ayllus royaux (ou panakas) de Cuzco. 
D’autre part, la rébellion tupamariste provoqua une recrudescence des anciennes rivalités ethniques, divisant les caciques en loyaux et rebelles, ce qui contribuera à la désintégration, puis à la défaite du mouvement. De surcroît, l’intérêt personnel portait de nombreux caciques à vouloir préserver les notoires privilèges et propriétés qu’ils avaient acquis par leur collaboration avec les Espagnols, c'est-à-dire tout ce qui leur apportait richesse, prestige et pouvoir.
L’armée tupamariste présentait une composition sociale mixte et encourageait tout particulièrement les secteurs criollos (Européens nés dans les colonies) et métis à se joindre à la révolte. Les fonctions les plus élevées étaient occupées par des caciques, des métis et par quelques criollos. Sauf exception, les indigènes des communautés indiennes ne furent pas placés à la tête des troupes et remplissaient en général le rôle de simples soldats de troupe sans grade, ce qui a été expliqué par l’habileté politique et la largeur de vues de Túpac Amaru, qui se serait avisé que pour atteindre ses objectifs l’appui des criollos lui serait spécialement nécessaire, attendu que ceux-ci possédaient le maniement des armes à feu, une certaine culture et un précieux entregent ‒ d’où ses constants appels à la concorde et à l’union entre criollos, métis et indigènes, comme p.ex. dans l’édit suivant : 

« ...Je me désole seulement des compatriotes criollos, à qui je me suis appliqué à faire en sorte qu’il ne soit fait aucun préjudice, afin qu’au contraire nous vivions comme des frères, et qu’assemblés en un seul corps, nous détruisions les Européens. Je regarde tout ceci avec l’accord le plus mûri, et prends soin que cette ambition n’aille pas le moindrement à l’encontre de notre sainte religion catholique, mais soit propre seulement à supprimer tout désordre, après avoir pris au préalable telles mesures nécessaires à la protection et conservation des Espagnols criollos, des métis, des zambos et des Indiens, et à leur tranquillité, attendu que nous sommes tous des concitoyens et des compatriotes, étant nés sur nos terres, et de même origine que les naturels, et avons tous pareillement souffert lesdites oppressions et tyrannies de la part des Européens. »

À cet effet, les privilèges octroyés aux criollos engagés dans le mouvement tupamariste furent considérables, et étaient la raison pour laquelle ils remplissaient souvent l’office de secrétaires du caudillo inca, se transformant ainsi en ses conseillers et prenant part à la prise de décision. Du reste, le groupe des criollos n’était pas le plus éminent et le plus haut placé ; le sommet de la hiérarchie était occupé en général par de petits commerçants, des artisans, ou des officiers de province, plus proches de la condition et des intérêts des métis. Les Européens ne s’engagèrent pas dans la révolte, même s’il y eut quelques exceptions, comme p.ex. les Espagnols Figueroa et Cisneros, amenés à y participer parce que mariés à des criollas impliquées. Prirent part également au mouvement les frères Jacinto et Juan de Dios Rodríguez de Herrera, éminents criollos miniers et exploitants agricoles d’Oruro, qui, au nom de Túpac Amaru II, prirent la tête de la rébellion dans ce bourg. D’autre part, la femme de Túpac Amaru aurait été, aux dires de Micaela Bastidas, en contact avec les criollos de Lima Mariano Barrera et Miguel Montiel, et avec le criollo de Potosí Lucas Aparicio.
Quant à l’existence à Cuzco d’un noyau criollo allié à Túpac Amaru, l’on sait seulement que Felipe Miguel Bermúdez adhéra au gouvernement révolutionnaire de l’inca. Auraient de même participé au mouvement : Francisco Molina, exploitant agricole du Collao, qui avait la charge de payer leur solde aux combattants, de recruter des hommes et de rédiger les lettres de convocation ; Francisco Cisneros, tabellion espagnol, qui rédigea lettres et programmes ; et les greffiers criollos Esteban Escarcela et Mariano Banda.
En outre, Túpac Amaru paraît avoir eu le plus grand soin à convoquer, pour essayer d’obtenir leur appui, non seulement les criollos, mais aussi les caciques et les ecclésiastiques. Cependant, ces derniers se montrèrent vis-à-vis de la rébellion non moins ambivalents que les criollos et les caciques. Les prêtres qui apportèrent leur soutien au mouvement étaient liés par des rapports d’accointance avec les rebelles, ou se maintenaient en étroit contact avec eux du fait qu’ils étaient les curés de paroisse des communautés rebelles. Le soutien le plus massif venait du bas-clergé rattaché aux paroisses provinciales, dont la majorité des membres possédaient la langue quechua ou aymara, ce qui les rendait culturellement plus proches des masses indigènes.
Le visiteur royal José Antonio de Areche et Benito de la Mata Linares ne manquèrent pas de remarquer la puissante influence locale exercée par le clergé sur la révolte tupamariste, constat notable et démontrable par ceci que dans les proclamations du meneur inca abondaient les citations bibliques que seuls des prêtres étaient capables de manier. De fait, c’est lorsque l’appui des caciques conflua avec celui du clergé que la rébellion connut son rythme de propagation le plus rapide. Mais en définitive, la position de beaucoup de curés fut aussi opportuniste et de convenance que celle de nombreux criollos, qui encourageaient le déclenchement de la rébellion, agitant la masse indigène et l’incitant à lutter contre les corrégidors, les douaniers et les fonctionnaires royaux espagnols, mais s’empressant ensuite de retirer leur soutien sitôt qu’ils eurent compris que la rébellion avait échoué, simulant alors la loyauté à la couronne, voire apportant effectivement leur concours à la répression.
Dans le sillage de la répression du soulèvement tupamariste de 1780 commença de se manifester de la part de la couronne espagnole une certaine malveillance à l’encontre des criollos, plus spécialement sous les espèces du procès de la rébellion d’Oruro, et aussi sous la forme de la procédure engagée contre le Dr Juan José Segovia, natif de Tacna, et contre le colonel Ignacio Flores, originaire de Quito, qui avait exercé comme président de l’Audiencia de Charcas et avait été gouverneur-intendant de La Plata (autre ancien nom, avec Chuquisaca et Charcas, de l’actuelle ville de Sucre).

## Insurrection dans la région de Cuzco
Le 4 novembre 1780, une fête était célébrée par un prêtre dans la localité de Tungasuca, où Túpac Amaru était cacique, à laquelle assistaient ce dernier et Antonio Arriaga, corrégidor du district de Tinta (lieu de naissance de Túpac Amaru). Lorsque, durant ou à l’issue de la fête, le corrégidor, en état d’ébriété, voulut rentrer chez lui, Túpac Amaru et ses compagnons se saisirent de lui et le maintinrent captif pendant six jours, le contraignant d’écrire des lettres à de nombreux kurakas et Espagnols pour les solliciter d’apporter de l’argent pour le délivrer . Lorsque dans les jours suivants, 200 de ceux-ci se furent réunis à Tungasaca, Túpac Amaru II, assisté de quelque 4 000 Indiens, les entoura et, prétendant agir sous les ordres directs de la couronne espagnole, octroya à Antonio Oblitas, esclave d’Arriaga, le privilège d’exécuter son maître . Un échafaud fut dressé au milieu de la grand’place du bourg, mais une première tentative de pendaison du corregidor échoua, par suite de la rupture du nœud coulant ; Arriaga tenta alors de s’échapper en se précipitant vers l’église proche, mais fut rattrapé et trouva la mort dans une seconde tentative de pendaison.
Après l’exécution d’Arriaga, Túpac Amaru II s’efforça d’amplifier son insurrection et, parcourant les zones rurales, parvint à gagner de nombreux partisans, principalement chez les indigènes et les métis, mais aussi chez quelques criollos, en majorité d’ascendance espagnole. Dans la première proclamation qu’il fit diffuser, Tupac Amaru déclara : « il y a eu des lamentations répétées adressées à moi par les indigènes de cette province-ci et des provinces environnantes, lamentations contre les abus commis par des fonctionnaires de la couronne originaires d’Europe (...), lamentations justifiées, qui n’ont dégagé aucun remède de la part des cours royales ». Plus loin dans la même proclamation, il affirmait : « Je n’ai agi (...) qu’à l’encontre des abus susmentionnés et afin de préserver la paix et le bien-être des Indiens, des métis, des zambos, ainsi que des criollos et des noirs. Il me faut à présent me préparer aux conséquences de ces actions. ». Tupac Amaru II parvint à réunir promptement une armée de 6 000 Indiens, qui abandonnèrent leur travail pour se joindre à la révolte. Lors de leur marche en direction de Cuzco, les rebelles s’emparèrent des provinces de Quispicanchis, de Tinta, de Cotabambas, de Calca et de Chumbivilcas, pillant les maisons des Espagnols et tuant leurs occupants. Le mouvement devint bientôt anti-royaliste et, dans chaque ville prise, y renversait l’autorité espagnole.
Le 17 novembre, l’armée rebelle arriva au village de Sangarará, où les autorités espagnoles de Cuzco et des zones circonvoisines avaient dépêché une troupe de 900 hommes, Espagnols et supplétifs indigènes. L’armée de Túpac Amaru, dont l’effectif s’était accru pour atteindre plusieurs milliers d’hommes, les battit le lendemain, à la bataille de Sangarará, où périrent tous les 578 soldats espagnols. Toutefois ce triomphe, qui permit aux rebelles de mettre la main sur un important butin d’armes et d’équipements, mit au jour également les failles dans l’autorité de Túpac Amaru, puisqu’une partie de ses troupes, sans se soucier de ses ordres, perpétra des massacres et détruisit l’église locale où s’était réfugié un grand nombre de personnes. La révélation de ces violences et l’intention annoncée par les insurgés de mettre à mort les Espagnols eurent pour effet d’éloigner du mouvement toute la classe des criollos.
Cependant, la victoire de Sangarará allait être suivie d’une succession de défaites. En particulier, Túpac Amaru II échoua à s’emparer de Cuzco, qui avait été fortifiée entre-temps par des troupes loyalistes. En effet, le visiteur royal espagnol José Antonio de Areche réagit au soulèvement de Túpac Amaru en mobilisant des troupes à partir de Lima et d’endroits aussi éloignés que Carthagène des Indes, dans l’actuelle Colombie, et réussit ainsi à réunir quelque 17 000 hommes, de qui une grande partie était constituée de supplétifs indiens, en sus des troupes régulières et des vétérans. Les troupes de Lima vinrent ainsi opportunément en renfort pour repousser avec succès les tentatives de s’emparer de Cuzco entreprises en décembre et janvier par Túpac Amaru et ses 10 000 rebelles. Ce fut sans doute la grande erreur tactique du chef rebelle que de ne pas avoir mené sans tarder une offensive contre Cuzco alors que cette ville était encore dépourvue de garnison, afin d’obtenir sa reddition, ainsi que le recommandait sa femme Micaela Bastidas, au lieu qu’il s’attarda à porter ses attaques d’abord sur d’autres bourgs.
Par ailleurs, les royalistes parvinrent à défendre La Paz contre 40 000 rebelles, grâce à la valeureuse résistance de José Sebastián de Segurola. Par suite de ces échecs, la coalition autour de Túpac Amaru se mit à se désintégrer et ses différentes composantes à se dérober, à commencer par les criollos, qui l’abandonnèrent bientôt, voire rejoignirent les forces gouvernementales. Fin février 1781, les autorités espagnoles commencèrent à prendre nettement l’avantage, ce qui aboutit à la capture, le 6 avril, de Túpac Amaru et de sa famille : après une série d’escarmouches aux alentours de Cuzco, Túpac Amaru II et ses rebelles furent en effet encerclés entre Tinta et Sangarara, puis la trahison de deux de ses officiers, le colonel Ventura Landaeta et le capitaine Francisco Cruz, scella sa défaite et permit sa détention par les Espagnols. Le 15 mai 1781, il fut condamné à mort, et le 18 mai, après qu’il eut été contraint d’assister à l’exécution de sa femme et de deux ses fils, l’on tenta de l’écarteler vif sur la place d’Armes de Cuzco en attachant chacun de ses membres à autant de chevaux, cependant en vain. Finalement, ses bourreaux choisirent de le décapiter et de le dépecer ensuite. Plus tard, le vice-roi ordonna de répartir les morceaux du corps de Túpac Amaru dans les villages qui avaient appuyé la rébellion, afin d’intimider la population.
Le décret d’Areche qui suivit l’exécution de Túpac Amaru II frappait d’interdiction la langue quechua, prohibait le port de vêtements indigènes, et proscrivait toute mention ou commémoration de la culture inca et de son histoire.

## Révolte dans le sud
Le discours des tupamaristes se propagea aussi plus au sud de Cuzco, vers la région riveraine du lac Titicaca dans le Haut-Pérou, qui appartenait alors à la vice-royauté de Buenos Aires, et où se produisit en décembre 1780 un autre soulèvement, mené par Túpac Katari, avec l’assistance d’un neveu de Túpac Amaru, du nom de Diego Cristóbal Túpac Amaru. Le mouvement profita de l’incorporation des forces résiduelles ayant survécu à la capture de Túpac Amaru plus au nord. En 1781, Katari mit le siège devant La Paz pendant six mois, avec des effectifs s’élevant à quelque 40 000 hommes, mais mal organisés,, en majorité aymara, dont 15 000 à 20 000 périrent. Katari fut capturé et exécuté en novembre 1781, tandis que Diego Cristóbal Túpac Amaru poursuivit la lutte jusqu’en mars 1782, lorsqu’il fut à son tour fait prisonnier et mis à mort.